# California State Route 56
Pour les articles homonymes, voir Route 56.
La California State Route 56, aussi connue comme la Ted Williams Freeway, est une route de l'État de Californie, aux États-Unis. Orientée est-ouest, elle se situe dans le nord de San Diego.